# عملة نيكل الجاموس (بوفالو)
عملة النيكل الجاموسية أو عملة النيكل ذات الرأس الهندي هي قطعة نقدية مصنوعة من النحاس والنيكل بقيمة خمسة سنتات سكت بواسطة دار سك العملة الأمريكية بين عامي 1913 و1938. وقد صممها النحات جيمس إيرل فريزر.
حصلت خمس فئات من العملات المعدنية الأميركية على تصاميم جديدة بين عامي 1907 و1909 كجزء من حملة لتحسين شكل العملات المعدنية. وفي عام 1911 قرر مسؤولو إدارة تافت استبدال تصميم تشارلز إي. باربر لرأس الحرية على النيكل وكلفوا فريزر بالقيام بهذا العمل. وقد أعجبوا بتصاميم فريزر التي تظهر مواطنًا أمريكيًا أصليًا وبيسون أمريكيًا. وافقت الادارة على التصميمات في عام 1912 ولكن تأخر تنفيذها عدة أشهر بسبب اعتراضات من شركة هوبز للتصنيع، وهي الشركة التي صنعت آليات للكشف عن الرصاص في الآلات التي تعمل بالنيكل. لم تكن الشركة راضية عن التغييرات التي أدخلها فريزر على العملة. ثم قرر وزير الخزانة فرانكلين ماكفيج إصدار العملات المعدنية وفي فبراير من عام 1913 على الرغم من الاعتراضات.
ومع محاولات دار سك العملة لتعديل التصميم فقد ثبت أن العملات المعدنية لا تصدر صوتًا واضحًا كما أنها عرضة للتآكل، حيث كانت التواريخ تتآكل بسهولة أثناء التداول. بعد انقضاء الحد الأدنى من الفترة البالغة 25 عامًا عام 1938 والتي لا يمكن خلالها استبدال التصميم دون تصريح من الكونجرس، استُبدلت العملة بعملة النيكل جيفرسون التي صممها فيليكس شلاج. لا يزال تصميم فريزر يحظى بالإعجاب حتى يومنا هذا وقد استخدم في العملات التذكارية وسلسلة الجاموس الأمريكي الذهبية.

## الخلفية
في عام 1883 اُصدرت عملة معدنية من فئة خمسة سنتات تحمل شعار رأس الحرية وتتميز بتصميمات من قبل النقاش تشارلز إي. باربر. بعد تداول الطبعة الاولى منالعملات، قاموا بتعديل التصميم لإضافة كلمة "سينت" إلى الجانب الخلفي لأن التشابه في الحجم مع نصف النسر سمح للمجرمين بتذهيب العملات المعدنية الجديدة من فئة الخمسة سنتات وتمريرها على أنها عملات معدنية بقيمة خمسة دولارات. وقد نص قانون الكونجرس الذي أُقرَّ كقانون في 26 سبتمبر 1890 على عدم تغيير تصميمات العملات المعدنية حتى تستخدم لمدة 25 عامًا، ما لم يأذن الكونجرس بالتغيير. وقد استثنى القانون العملة المعدنية الحالية بقيمة خمسة سنتات والدولار الفضي من قاعدة الخمسة والعشرين عامًا وجعلها مؤهلة لإعادة التصميم الفوري. ومع ذلك استمرت دار سك العملة في سك العملة المعدنية ذات الخمسة سنتات التي تحمل صورة رأس الحرية بأعداد كبيرة خلال العقد الأول من القرن العشرين.
في عام 1904 أعرب الرئيس ثيودور روزفلت عن عدم رضاه عن الحالة الفنية للعملات الأمريكية وأمل في تعيين النحات أوغست سانت جودنز لإعادة تصميمها جميعًا. وبسبب القيود التي فرضها قانون عام 1890 تعاقدت دار سك العملة مع سانت جودنز لإعادة تصميم العملة المعدنية الصغيرة والأربع قطع الذهبية فقط. فصمم سانت جودنز النسر والنسر المزدوج اللذين دخلا التداول في عام وفاته 1907. وصمم السنت والربع النسر ونصف النسر بواسطة فنانين آخرين وطُرحا للتداول بحلول عام 1909. بحلول ذلك الوقت كانت عملة النيكل ذات الرأس الليبرالي متداولة منذ أكثر من 25 عامًا وأصبحت مؤهلة لإعادة التصميم. في عام 1909 كلف مدير دار سك العملة فرانك ليتش باربر بصنع نماذج من العملات المعدنية الجديدة من فئة النيكل. أغلب هذه العملات المعدنية تحمل صورة الرئيس الأول جورج واشنطن. وعلمت الصحافة بهذه القطع وتوقعت أن تكون متداولة بحلول نهاية العام. تلقت دار سك العملة طلبات من البنوك تحسبًا لإصدار "عملة واشنطن النيكل". ومع ذلك توقف المشروع عندما ترك ليتش منصبه في الأول من نوفمبر عام 1909 ليحل محله أبرام أندرو.
كان أندرو غير راضٍ عن سنت لينكولن الذي كان جديدًا وفكر في طلب الإذن من الكونجرس لاستبداله بتصميم للنحات جيمس إيرل فريزر. مع أن التغيير في السنت لم يحدث وفقًا للمؤرخ العملاتي روجر بيرديت فإن "حماس فريزر أدى في النهاية إلى اعتماد عملة النيكل الجاموسية في ديسمبر 1912."

## البداية

### تصميم جديد
في الرابع من مايو عام 1911 كتب إيمز ماكفيج نجل وزير الخزانة فرانكلين ماكفيج إلى والده:
من المؤكد أن الاعتبارات التجارية الأكثر جدية هي وحدها التي يجب أن تعيق تحسين سك العملة، وهذه العملة تحديدًا لها مكانتها الكبيرة نظرًا لجودتها الاستثنائية. إذا أوقفنا سكّ العملات الجديدة - المسموح بها دائمًا كل خمسة وعشرين عامًا - لأي عوائق تجارية غير ضرورية فسنضطر إلى التخلي عن سكّ العملات الجديرة بالثقة تمامًا. سيُشكّل هذا عائقًا خطيرًا لفن الأمة إذ نادرًا ما يكون أي شكل فني أكثر تأثيرًا من العملة الفنية، حيث تكون متداولة على نطاق واسع.
لذا يُرجى المضي قدمًا في سكّ النيكل الجديد.

بعد وقت قصير من خطاب ماكفيج أعلن أندرو أن دار سك العملة ستطلب تصميمات جديدة للنيكل. وتوجه فريزر الذي كان مساعدًا لسانت جودنز إلى دار سك العملة وأنتج بسرعة مفاهيم وتصاميم جديدة. كان مدير دار سك العملة الجديد جورج روبرتس والذي حل محل أندرو يفضل في البداية تصميمًا يضم الرئيس المغتال أبراهام لينكولن ولكن سرعان ما طور فريزر تصميمًا يضم أمريكيًا أصليًا على أحد الجانبين وبيسونًا على الجانب الآخر. وقد أوصى أندرو وروبرتس بفريزر إلى ماكفيج. وفي يوليو 1911 وافق السكرتير على تعيين فريزر لتصميم عملة نيكل جديدة. كان الحصول على الموافقة الرسمية بطيئاً فلم يكن الأمر كذلك حتى يناير 1912 عندما طلب ماكفيج من روبرتس إبلاغ فريزر بأنه قد كلف. كتب ماكفيغ: "أخبره أنه من بين الرسومات الثلاثة التي قدمها نود استخدام رسم رأس الهندي الأحمر ورسم الجاموس." نقل روبرتس الخبر ثم تابع بقائمة طويلة من التعليمات إلى النحات والتي لاحظ فيها "لا يُشترط وضع شعار (نحن نثق في الله) على هذه العملة وأفترض أننا متفقون على أنه لا ينبغي أن يكون عليها أي شيء غير مطلوب." أكمل فريزر النماذج بحلول يونيو 1912 وأعد نماذج طباعية كهربائية بحجم العملة. ثم أحضر النماذج والأنماط الكهربائية إلى واشنطن في 10 يوليو حيث قوبلت بموافقة متحمسة من وزير الخارجية ماكفيج.

### قضية هوبز

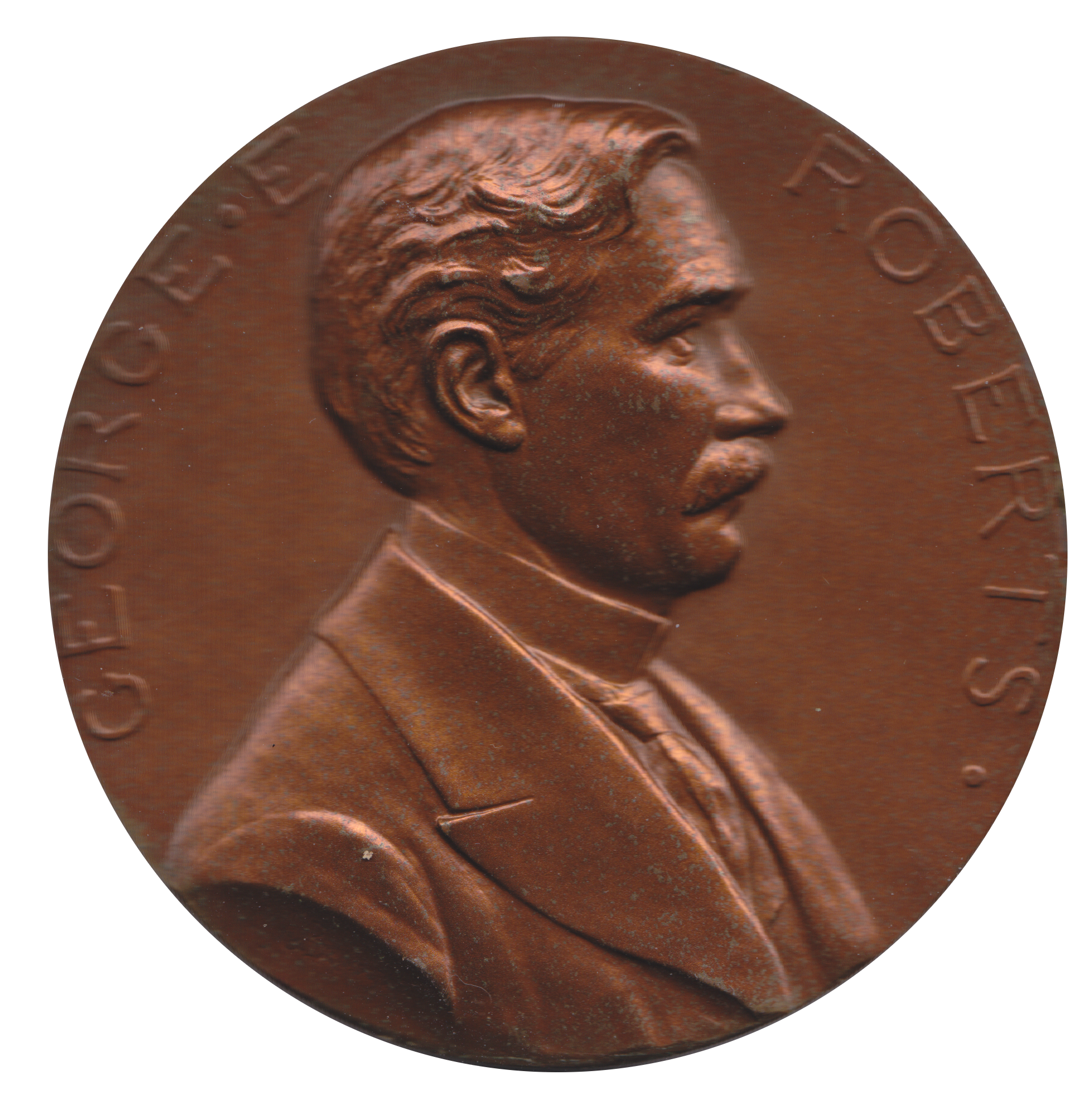
بذل مدير دار سك العملة جورج إي. روبرتس (الذي يظهر على ميدالية دار سك العملة الخاصة به) قصارى جهده لإخراج العملة المعدنية المكونة من خمسة سنتات إلى حيز الوجود على الرغم من الصراع بين فريزر وهوبز.

في يوليو 1912 أصبحت أخبار التصميم الجديد معروفة للعامة وبدأ مصنعو الآلات التي تعمل بالعملات المعدنية في البحث عن معلومات. وردًا على الاستفسارات كتب ماكفيغ أنه لن يكون هناك أي تغيير في قطر أو سمك أو وزن النيكل. وقد أدى هذا إلى رضاء معظم الشركات. ومع ذلك طلب كلارنس هوبز من شركة هوبز للتصنيع في ووستر - ماساتشوستس مزيدًا من المعلومات. وفقًا لهوبز كانت شركته هي الشركة المصنعة لجهاز يمكنه الكشف عن العملات المعدنية المزيفة المدرجة في آلات البيع بدقة كاملة. استمرت المناقشات طوال معظم عام 1912 حيث طالب هوبز بإجراء تغييرات مختلفة على التصميم وهو ما كان الفنان مترددًا في الموافقة عليه. عندما قدمت شركة هوبز في ديسمبر 1912 تصميمًا معدلاً لعملة النيكل عارضه ماكفيج بشدة. في 18 ديسمبر وافق روبرتس رسميًا على تصميم فريزر وفوض النحات لإكمال التصميم وإتقانه وبعد ذلك سيُدفع مبلغ 2500 دولار أمريكي (81,500 دولار أمريكي مع التضخم) مقابل عمله.
في 7 يناير 1913 استخدم تصميم فريزر المعتمد لضرب قطع تجريبية. وكتب النحات في وقت لاحق أنه يتذكر العديد من العمال الذين علقوا على أن القطعة الجديدة ضربت بسهولة أكبر من القديمة. وبعد ذلك سأل روبرتس فريزر ما إذا كانت شركة هوبز راضية عن التصميم. وأخبر النحات مدير دار سك العملة أن الشركة تريد إجراء تغييرات ووافق فريزر على الاجتماع معهم مرة أخرى. على مدى الأسبوعين التاليين عمل فريزر مع جورج ريث ميكانيكي شركة هوبز الذي اخترع جهاز مكافحة الرصاص في محاولة لإرضاء مخاوف الشركة. في 20 يناير أرسل فريزر برقية إلى دار سك العملة من استوديو في نيويورك معلنًا أنه سيقدم تصميمًا معدلًا وشرح أن التأخير كان "ناتجًا عن العمل مع المخترع حتى أصبح راضيًا". في اليوم التالي أرسل جون لانديس المشرف على دار سك العملة في فيلادلفيا إلى روبرتس عينة مذهلة من التصميم المنقح وذكر أن "التغيير الوحيد هو في الحدود التي أصبحت دائرية وحقيقية".

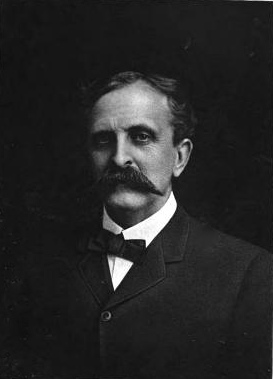
كلارنس دبليو هوبز. أدت اعتراضات شركته إلى تأخير إصدار عملة النيكل الجاموسية لعدة أشهر.

ومع الاتفاق الظاهري واصلت شركة هوبز تقديم اعتراضاتها. وقد طُلب من النقاش باربر إبداء رأيه. فأفاد بأن ريث الذي حضر محاكمة الإضراب قد مُنح كل الوقت والتسهيلات التي طلبها في اختبار القطع الجديدة كما أعلن الميكانيكي رضاه التام. اقترح وكيل شركة هوبز سي يو كاربنتر أن ريث كان خائفًا من الاستعدادات التي اتخذت بالفعل بشأن إصدار النيكل المعدل: "وبدلاً من الإشارة بوضوح إلى ما يتطلبه الموقف وافق على تكييف جهازنا مع العملة المعدنية بسهولة أكبر من [ك‍] كان من حقه أن يفعل ذلك". في 3 فبراير أرسل هوبز إلى روبرتس قائمة طويلة من التغييرات التي أراد إدخالها على العملة وكان مطلوبًا من النحات حضور مؤتمر مع هوبز وريث. وفي اليوم الخامس بعد المؤتمر الذي انتهى دون التوصل إلى اتفاق أرسل فريزر إلى ماكفيج رسالة مكونة من عشر صفحات يشكو فيها من إهدار وقته من قبل شركة هوبز ويناشد السكرتير إنهاء الوضع. ووافق ماكفيغ على عقد اجتماع في مكتبه بواشنطن في 14 فبراير/شباط. وعندما طلبت شركة هوبز الإذن بإحضار محام أعلن فريزر أنه سيفعل الشيء نفسه. سعت شركة هوبز إلى الحصول على خطابات دعم من مجتمع الأعمال ولكن دون نجاح يُذكر. وكانت جهود فريزر لتأمين الدعم من الفنانين لمنصبه أكثر إثمارًا. قام باربر بإعداد أنماط تظهر كيف سيبدو شكل العملة المعدنية المكونة من خمسة سنتات إذا أجريت التغييرات التي طالب بها هوبز. أجرى ماكفيغ الاجتماع على غرار جلسة استماع قانونية وأصدر خطابًا في اليوم التالي.
وأشار السكرتير إلى أنه لم تتقدم أي شركة أخرى بشكوى وأن آلية هوبز لم تباع على نطاق واسع وأن التغييرات المطلوبة - مساحة واضحة حول الحافة وتسطيح عظم الخد الهندي - من شأنها أن تؤثر على القيمة الفنية للقطعة.
وبعد أن أصدر قراره علم ماكفيغ أن شركة هدسون ومانهاتن للسكك الحديدية التي ادعى هوبز أنها تلقت جهازه بحماس كانت في الواقع تزيله من الخدمة لأنه غير مرضٍ. ولم يضع قرار الوزير حداً لجهود شركة هوبز إذ استأنفت الشركة الأمر مع الرئيس تافت. ومع تبقي أسبوعين فقط على انتهاء ولايته لم يكن الرئيس راغبا في إيقاف إصدار فئة النيكل الجديدة (التي بدأ إنتاجها في 18 فبراير) فكتب ماكفيغ إلى سكرتير تافت تشارلز د. هيلز "لا شك أن هوبز قد حظي من هذه الإدارة بكل الوقت والاهتمام الذي تستطيع أي إدارة تخصيصه لشركة تصنيع واحدة." يصف مؤرخ العملات وتاجر العملات كيو. ديفيد باورز قضية هوبز بأنها "ضجة كبيرة حول لا شيء من شركة لم تعمل أجهزتها بشكل جيد حتى مع فئة النيكل التي تحمل شعار ليبرتي هيد".

## الإصدار والإنتاج

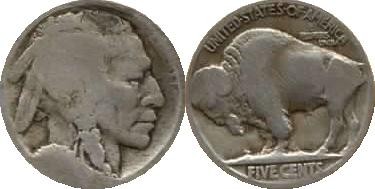
عملة معدنية بدون تاريخ تُظهر آثار التداول على عملة النيكل الجاموسية. هذا هو عكس النوع الثاني.

وزعت العملات الأولى في 22 فبراير 1913 عندما ترأس تافت مراسم وضع حجر الأساس للنصب التذكاري الوطني للهنود الأمريكيين في فورت وادزورث جزيرة ستاتن نيويورك. لم يبنى النصب التذكاري وهو مشروع قطب المتاجر الكبرى رودمان واناميكر أبدًا، واليوم يشغل الموقع دعامة لجسر فيرازانو ناروز. أرسلت دار سك العملة أربعين قطعة نقدية من فئة خمسة سنتات للاحتفال؛ ووزع معظمها على زعماء الأمريكيين الأصليين الذين شاركوا. تمت الموافقة على دفع أجر عمل فريزر في 3 مارس 1913 وهو اليوم الأخير الكامل لإدارة تافت. بالإضافة إلى مبلغ 2500 دولار المتفق عليه حصل فريزر على 666.15 دولارًا (21,193 دولارًا أمريكيًا مع التضخم) مقابل العمل الإضافي والنفقات حتى 14 فبراير.
طرحت العملات المعدنية رسميًا للتداول في 4 مارس 1913 وسرعان ما نالت تعليقات إيجابية لأنها تصور موضوعات أمريكية حقيقية. ومع ذلك ذكرت صحيفة نيويورك تايمز في افتتاحيتها أن "العملة الجديدة 'النيكل' هي مثال صارخ على ما لا ينبغي أن تكون عليه العملة المخصصة للتداول على نطاق واسع". ... [إنها] ليست ممتعة للنظر عندما تكون جديدة ولامعة وستكون رجسًا عندما تكون قديمة وباهتة." أعطى عالم العملات في افتتاحيات مارس ومايو 1913 العملة الجديدة مراجعة فاترة واقترح تقليص حجم رأس الهندي وإزالة البيسون من الوجه الخلفي.
مع دخول العملة المعدنية الآن إلى الإنتاج راقب باربر معدل إنفاق القوالب حيث كانت مسؤولية قسم النقاش التابع له هي تزويد جميع دور السك الثلاث بقوالب العمل. في 11 مارس 1913 كتب إلى لانديس أن القوالب كانت تُستخدم بسرعة أكبر بثلاث مرات من العملة المعدنية من فئة النيكل ذات رأس الحرية. كان قسمه يبذل قصارى جهده لإنتاج ما يكفي من القوالب الجديدة لتلبية الإنتاج. بالإضافة إلى ذلك كان التاريخ والفئة هما النقطتان الأكثر عرضة للتآكل على العملة المعدنية وكان لانديس يخشى أن تتآكل قيمة العملة المعدنية. قدم باربر بعض التعديلات المقترحة والتي وافق عليها فريزر بعد إرسال العينات إليه. أدت هذه التغييرات إلى توسيع أسطورة "خمسة سنتات" وتغيير الأرض التي يقف عليها البيسون من تلة إلى أرض مسطحة. وفقًا للبيانات التي جمعها مؤرخ العملات ديفيد لانج من الأرشيف الوطني فإن التغييرات التي طرأت على ما يُعرف بالعملات النيكل من النوع الثاني (مع العملات الأصلية من النوع الأول) أدت في الواقع إلى تقليل عمر القالب. أراد وزير الخزانة الجديد ويليام جي ماكادو إجراء المزيد من التغييرات على العملة لكن فريزر انتقل إلى مشاريع أخرى ولم يكن مهتمًا بإعادة النظر في العملة المعدنية من فئة النيكل. زيد سمك الأرقام في التاريخ تدريجيًا مما يجعلها أكثر متانة؛ ومع ذلك لم يتعامل مع المشكلة أبدًا بنجاح كامل وحتى العديد من عملات النيكل الجاموسية الأحدث تاريخًا بها تاريخ متآكل.
شهدت عملة النيكل الجاموسية تغييرات طفيفة في التصميم في عام 1916. حيث وضّحوا كلمة "الحرية" بشكل أكبر وحركوها قليلاً. ومع ذلك فإن العديد من إصدارات دنفر وسان فرانسيسكو في عشرينيات القرن العشرين تُظهر ضعفًا في استخدام الكلمة خاصة إصدار دنفر لعام 1926. يتساءل باورز عما إذا كان قد اُجري أي تغيير على صورة الهندي مع أن والتر برين في عمله المرجعي على عملات الولايات المتحدة ينص على أن باربر جعل أنف الهندي أطول قليلاً. ومع ذلك وفقًا لبرين لم تساعد أي من هذه التعديلات، حيث نادرًا ما يتم يُعثر على العملة المعدنية بحالة جيدة، فالتصميم كان عرضة لقدر كبير من التآكل طوال الفترة المتبقية من تشغيلها. كما شكّلَ قرن البيسون وذيله مشاكل كبيرة ظهرت على إصدارات دنفر وسان فرانسيسكو في عشرينيات القرن العشرين بشكل عام، وإصدارات 1926-دي بشكل خاص.
سُكت هذه القطعة بعشرات الملايين في جميع دور السك الثلاث (فيلادلفيا ودينفر وسان فرانسيسكو) خلال الفترة المتبقية من العقد الأول من القرن العشرين. وفي عام 1921 بدأ الركود ولم تُسك أي عملة معدنية من فئة النيكل على الإطلاق في العام التالي. كان أقل عدد قاموا بسكه في هذه السلسلة هو 1926-أس، وكان عددها 970,000، وكانت المجموعة الوحيدة التي كتب عليها تاريخ وساعة سك العملة والتي يقل عدد نسخها عن مليون نسخة. كان ثاني أقل عدد من العملات المعدنية التي سُكت في هذه السلسلة هو عملة النيكل التي سُكت عام 1931 في دار سك العملة في سان فرانسيسكو. سُكت العملة المعدنية من طراز 1931-أس بكمية بلغت 194000 قطعة في وقت مبكر من العام. لم تكن هناك حاجة لضرب المزيد من العملات، لكن القائمة بأعمال مدير دار سك العملة ماري مارغريت أوريلي طلبت من دار سك العملة في سان فرانسيسكو ضرب المزيد من العملات حتى لا تُخزَّن القطع. وباستخدام المواد المتوفرة بما في ذلك صهر النيكل البالي. لذا وجدت سان فرانسيسكو ما يكفي من المعدن لضرب مليون آخر من هذه القطع. وقد احتُفِظ بكميات كبيرة منها على أمل أن تصبح ذات قيمة، ولكن العملة المعدنية ليست نادرة اليوم على الرغم من انخفاض سكها.

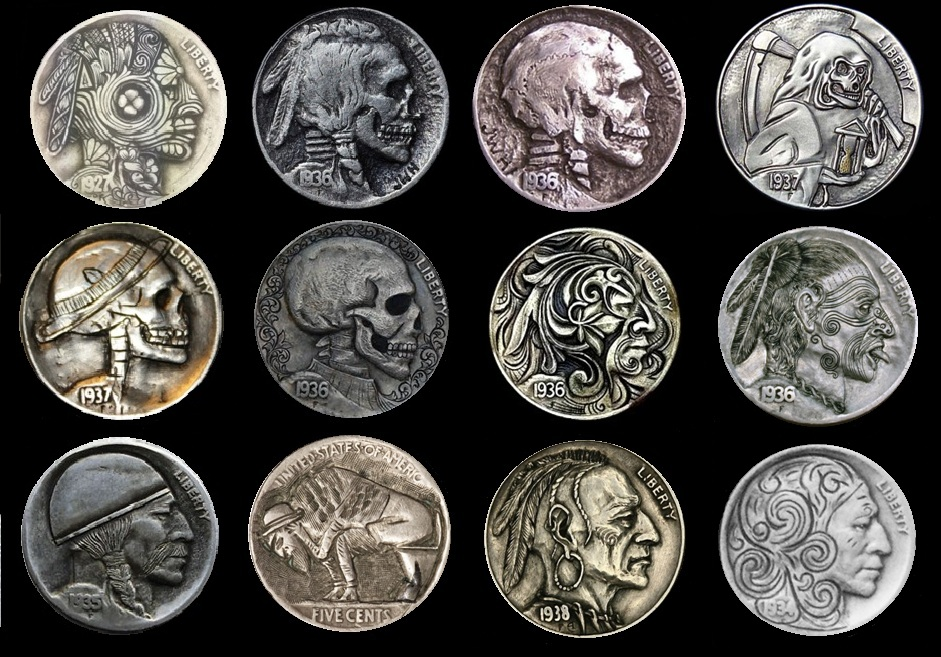
عملات النيكل المتشردة المصنوعة من نيكل الجاموس

أحد الأنواع المعروفة في السلسلة هو عملة النيكل ذات "ثلاثة أرجل" من عام 1937–دي والتي تفتقر إلى إحدى أرجل الجاموس. يروي برين أن هذا التنوع كان بسبب أحد عمال الطباعة، السيد يونج، في دار سك العملة في دنفر، والذي أثناء محاولته إزالة العلامات من قالب عكسي (ناتج عن اتصال القوالب ببعضها البعض)، قام عن طريق الخطأ بإزالة أو إضعاف إحدى أرجل الحيوان بشكل كبير. بحلول الوقت الذي اكتشف فيه مفتشو دار سك العملة القالب وأدانوه، كانت آلاف القطع قد سُكّت واختلطت مع عملات معدنية أخرى.
هناك نوع آخر وهو 1938-دي/أس، والذي نتج عن قوالب تحمل علامة "أس" التي أُعيد ثقبها بـ "دي" واستخدامها في سك العملات المعدنية في دنفر. في حين أن المسار الفعلي للأحداث غير مؤكد، فإن باورز مقتنع بأن هذا التنوع حصل لأن قوالب النيكل الجاموسية المخصصة لدار سك العملة في سان فرانسيسكو أُعيد ثقبها بحرف "دي" وإرسالها إلى دنفر حتى لا تُهدر- لم تُسك عملات النيكل الجاموسية في سان فرانسيسكو في عام 1938 ولكن أُنتجت في دنفر. وكان من المعروف بالفعل أنه سيتم تقديم تصميم جديد. كانت العملة المعدنية 1938-دي/أس هي أول عملة أمريكية معادة الختم يتم اكتشافها، مما تسبب في إثارة كبيرة بين علماء العملات عندما كُشِف عن هذا التنوع عام 1962.
عندما كانت عملة النيكل الجاموسية متداولة لمدة 25 عامًا على الأقل، استُبدلت دون الكثير من النقاش أو الاحتجاج. ولم تُحل مشاكل عمر العملة وضعف الضربة مطلقًا، ودعا مسؤولو دار السك إلى استبدالها. وفي يناير عام 1938 أعلنت دار سك العملة عن مسابقة مفتوحة لتصميم عملة جديدة من فئة النيكل، بحيث تظهر صورة الرئيس توماس جيفرسون على الوجه الأمامي، ومنزل جيفرسون( مونتيسيلو) على الوجه الخلفي. في أبريل أُعلن عن فوز فيليكس شلاج بالمسابقة. سُكت آخر عملات النيكل من فئة خمسة سنتات من بافالو في أبريل 1938 في دار سك العملة في دنفر، وهي دار السك الوحيدة التي سكتها في ذلك العام. في 3 أكتوبر من عام 1938 بدأ إنتاج عملة النيكل جيفرسون وطُرحت للتداول في 15 نوفمبر.

## التصميم والنماذج والجدل حول الأسماء

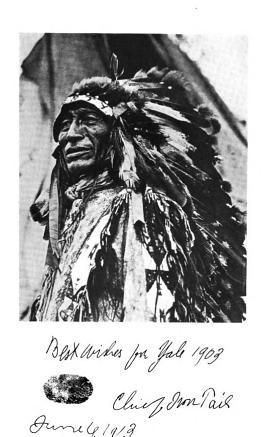
رئيس الذيل الحديدي ، أوجلالا لاكوتا ، 6 يونيو 1913

كان وجه الهندي الموجود على تصميم وجه فريزر الأمامي عبارة عن مزيج من عدة صور لأمريكيين أصليين. لاحظ برين (قبل ظهور دولار ساكاجاويا) أن تصميم فريزر كان التصميم الثاني والأخير لعملة أمريكية تتميز بصورة واقعية للهندي بعد تصميم بيلا برات عام 1908 لنصف النسر وربع النسر.
إن هوية الهنود الذين استخدمهم فريزر كنماذج غير مؤكدة إلى حد ما، حيث روى فريزر قصصًا مختلفة وغير متسقة خلال الأربعين عامًا التي عاشها بعد تصميم العملة المعدنية للنيكل. وفي ديسمبر عام 1913 كتب إلى مدير دار سك العملة روبرتس أنه " قبل صنع العملة المعدنية النيكل قمت برسم العديد من صور الهنود من بينهم آيرون تيل وتو مونز وواحد أو اثنين آخرين، وربما حصلت على خصائص هؤلاء الرجال في تصميم شكل الرأس على العملات المعدنية، لكن هدفي لم يكن رسم صورة لشخص بعينه ولكن رسم نوع معين".

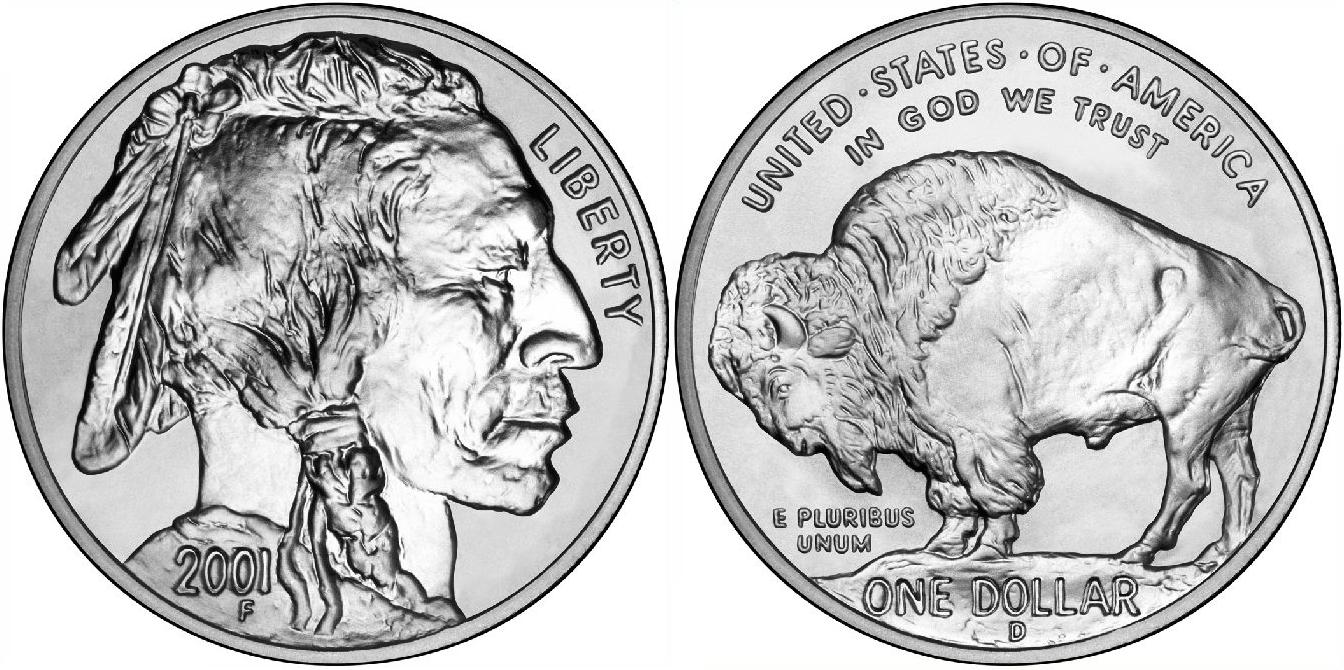
تم تعديل تصميم فريزر ليتناسب مع الدولار الفضي التذكاري لعام 2001. الكومة تشبه النوع الأول الذي تم استخدامه لأول مرة في عام 1913.

بحلول عام 1931 كان تو غنز وايت كاف وهو ابن آخر زعيم قبيلة بلاكفوت يستفيد ماديا من ادعائه بأنه النموذج للعملة المعدنية. فكتب فريزر أنه استخدم ثلاثة هنود في القطعة بما في ذلك " آيرون تيل أفضل رأس هندي أتذكره. أما الآخر فكان تو مونز والآخر لا أستطيع تذكره" في محاولة لوضع حد لهذا الادعاء. في عام 1938 ذكر فريزر أن الهنود الثلاثة كانوا " آيرون تيل من قبيلة السيوكس وبيج تري من قبيلة الكيوا وتو مونز من قبيلة الشايان". ومع جهود النحات، فقد هو (ودار السك) في تلقي الاستفسارات حول هوية النموذج الهندي حتى وفاته عام 1953.
ومع ذلك ادعى رجل من سينيكا يحمل اسمًا مشابهًا جون بيج تري أنه كان نموذجًا لعملة فريزر، وظهر في العديد من المناسبات العامة باعتباره "الهندي النيكل" حتى وفاته عام 1967 عن عمر يناهز 90 عامًا (مع أنه زعم أحيانًا أنه تجاوز ال100 عام). تم التعرف على جون بيج تري باعتباره النموذج للعملة المعدنية النيكل في تقارير وكالات الأنباء حول وفاته وقد ظهر بهذه الصفة في مؤتمر جمعية تكساس لعلم العملات في عام 1966. بعد وفاة بيج تري ذكرت دار سك العملة أنه على الأرجح لم يكن أحد النماذج المستخدمة في صنع العملة المعدنية النيكل. كان هناك مطالبون آخرون: في عام 1964 كتب السيناتور مونتانا مايك مانسفيلد إلى مديرة دار سك العملة إيفا بي. آدامز مستفسرًا عما إذا كان سام ريسوركشن، وهو من قبيلة تشوكتاو، نموذجًا للعملة المعدنية من فئة الخمسة سنتات. ردّ آدامز قائلاً: "وفقًا لسجلاتنا، فإن الصورة مُركّبة. وقد تقدّم العديد من المطالبين بهذا الشرف، وجميعهم بلا شكّ مُخلصون في اعتقادهم بأن صورتهم هي التي تُزيّن العملة المعدنية."

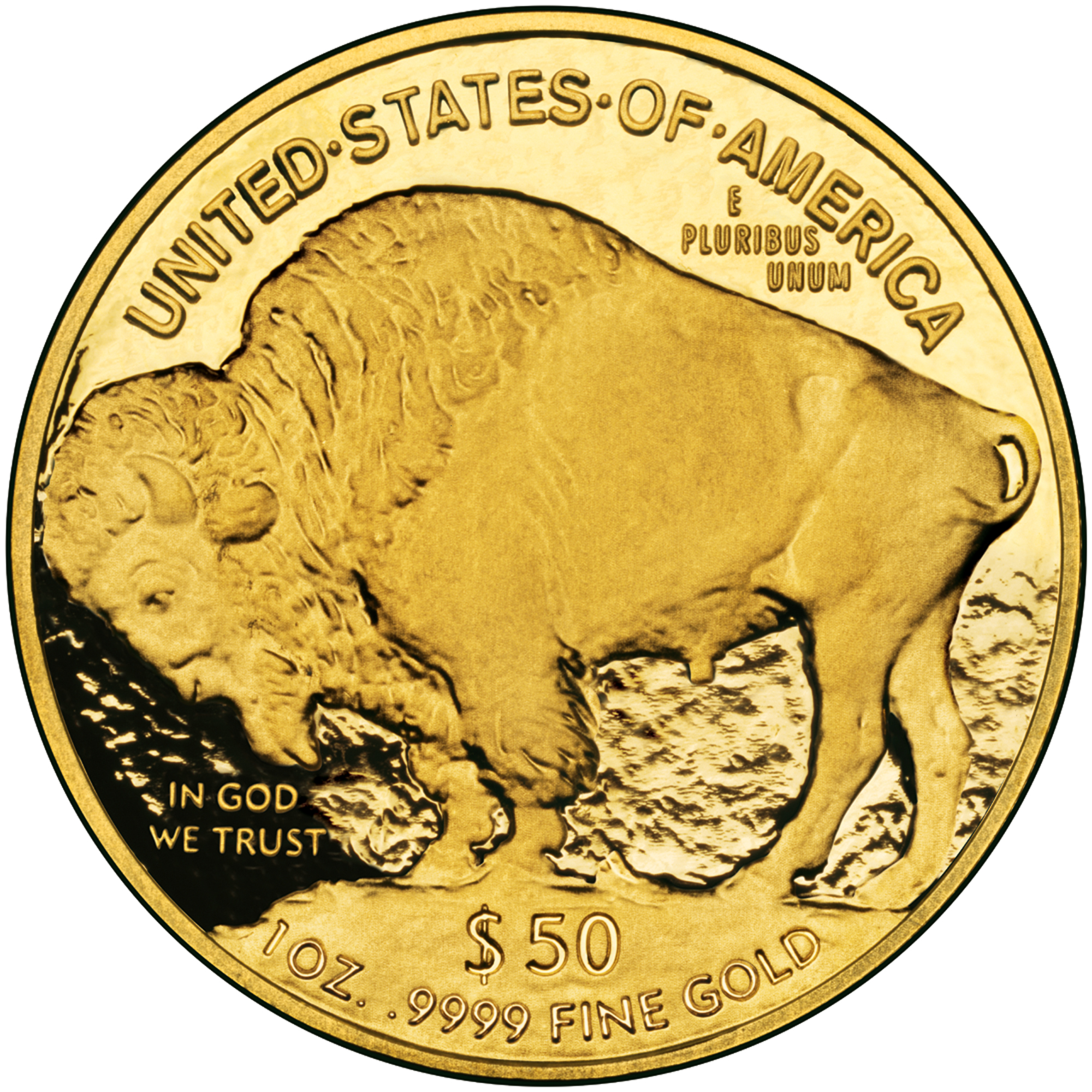
ظهر عملات بافالو الذهبية الأمريكية، التي سُكّت بدايةً من عام 2006

وفقًا لفريزر فإن الحيوان الذي يظهر على الوجه الآخر هو البيسون الأمريكي بلاك دايموند. في مقابلة نُشرت في صحيفة نيويورك هيرالد في 27 يناير 1913 نُقل عن فريزر قوله إن الحيوان، الذي لم يُسمِّه، كان "عينة نموذجية ومشعرة" وجدها في حديقة حيوان برونكس . كتب فريزر لاحقًا أن النموذج "لم يكن جاموسًا سهليًا، بل لم يكن سوى بلاك دايموند، الحيوان الأكثر غرابة في حديقة حيوان برونكس. وقفت لساعات ... لقد رفض بشكل قاطع أن يسمح لي بالحصول على صور جانبية له، وكان يُظهر وجهه الأمامي بعناد معظم الوقت." ومع ذلك، لم يكن بلاك دايموند في حديقة حيوان برونكس أبدًا، بل عاش بدلاً من ذلك في حديقة حيوان سنترال بارك حتى بيعَ وذُبح في عام 1915. لا يزال رأس بلاك دايموند موجودًا وقد عُرض في مؤتمرات العملات. يختلف وضع قرون بلاك دايموند بشكل كبير عن وضع الحيوان الموجود على العملة المعدنية النيكل، مما يثير الشكوك حول كون بلاك دايموند هو نموذج فريزر. أحد المرشحين الذين ذكرهم باورز هو برونكس، وهو ثور البيسون الذي كان لسنوات عديدة زعيم قطيع البيسون في حديقة حيوان برونكس.
خلال مقابلة "تاريخ شفوي" مع النحات بنيامينو بوفانو المسجلة في عام 1965 ذكر أنه "صنع" و"صمم الجاموس" للعملة عندما كان متدربًا لدى فريزر.
كان يُشار إلى العملة المعدنية باسم "نيكل الجاموس"منذ إنشائها، وهو ما يعكس المصطلح العامي الأمريكي للبيسون في أمريكا الشمالية. ولان القطعة تتكون من 75% النحاس و 25٪ النيكل، اعترض عالم العملات البارز ستيوارت موشر على التسمية في أربعينيات القرن العشرين وكتب أنه "غير متأكد من سبب تسميته بـ 'نيكل الجاموس' على الرغم من أن الاسم أفضل من 'نحاس البيسون'". تُطلق مجلة كوين ورلد، وهي مطبوعة متخصصة في علم العملات النقدية، على هذه العملة اسم عملة النيكل ذات الرأس الهندي، في حين يُشير إليها كتاب آر أس يومان الأحمر باسم "عملة رأس هندي أو من نوع الجاموس".
في عام 2001 اعتُمد التصميم ليستخدم على الدولار الفضي التذكاري . أطلق المصور ميتشل سيمون حملة بطاقات بريدية مستوحاة من لقاء مع الجاموس. في عام 2001 نجح السيناتور كولورادو بن نايتهورس كامبل في رعاية مشروع قانون لسك 500 ألف دولار تذكاري من الفضة لإعادة إنتاج تصميم فريزر. وبيعت جميع العملات المعدنية في غضون أسابيع فقط وجُمع 5 ملايين دولار للمساعدة في بناء متحف سميثسونيان للهنود الأمريكيين في واشنطن العاصمة.
وفي عام 2006 بدأت دار سك العملة في سك قطع سبائك ذهبية من الجاموس الأمريكي باستخدام تعديل لتصميم فريزر من النوع الأول.

## قراءة إضافية
- فان ريزين، روبرت ر. "أي هندي صنع نموذجًا حقيقيًا؟" ، أخبار العملات ، ٦ فبراير ١٩٩٠
- فان ريزين، روبرت ر. حقائق وأسرار وأساطير رائعة حول العملات الأمريكية ، منشورات كراوس(ردمك 978-1-4402-0650-4)

## روابط خارجية
- موسوعة عملات NGC لنيكل الجاموس